# Now Here's Johnny Cash
Now Here's Johnny Cash je deseti album Johnnyja Casha. Originalno je objavljen 21. listopada 1961., a 2003. je izašlo i reizdanje pod etiketom Varese Sarabandea s pet bonus pjesama.

## Popis pjesama
1. "Sugartime" (Odis Echols, Charlie Phillips) – 1:48
2. "Down the Street to 301" (Jack Clement) – 2:06
3. "Life Goes On" (Cash, Clement) – 2:02
4. "Port of Lonely Hearts" (Cash) – 2:36
5. "Cry Cry Cry" (Cash) – 2:29
6. "My Treasure" (Cash) – 1:16
7. "Oh, Lonesome Me" (Don Gibson) – 2:30
8. "Home of the Blues" (Cash, Glen Douglas, Vic McAlpin) – 2:43
9. "So Doggone Lonesome" (Cash) – 2:37
10. "You're the Nearest Thing to Heaven" (Jim Atkins, Cash, Hoyt Johnson) – 2:40
11. "The Story of a Broken Heart" (Sam Phillips) – 2:11
12. "Hey Porter" (Cash) – 2:15

### Bonus pjesme
1. "I Couldn't Keep from Crying" (Marty Robbins) – 2:03
2. "Sugartime" (Odis Echols, Charlie Phillips) – 1:47
3. "My Treasure" (Cash) – 2:19
4. "Oh, Lonesome Me" (Don Gibson) – 2:31
5. "Home of the Blues" (Cash, Glen Douglas, Vic McAlpin) – 2:46

## Izvođači
- Johnny Cash - glavni izvođač
- Al Casey - gitara

## Ljestvice
Singlovi - Billboard (Sjeverna Amerika)
| Godina | Singl                    | Ljestvica        | Pozicija |
| ------ | ------------------------ | ---------------- | -------- |
| 1960.  | "Down the Street to 301" | Pop singlovi     | 85       |
| 1960.  | "Oh Lonesome Me"         | Country singlovi | 13       |
| 1960.  | "Oh Lonesome Me"         | Pop singlovi     | 93       |

## Vanjske poveznice
- Podaci o albumu i tekstovi pjesama